# Selenidera maculirostris
El tucancito de pico maculado, tucanete piquimaculado o arasarí chico (Selenidera maculirostris) es un ave de la familia Ramphastidae nativa de Brasil, Bolivia, Paraguay y el norte de Argentina.

## Hábitat
Vive en el dosel del interior y los bordes del bosque húmedo.

## Descripción
Mide 33 cm de longitud y pesa 170 g. El macho presenta cabeza, garganta y pecho negros, los cuales son de color marrón a anaranjado en la hembra. El dorso es verde oliva. El pico tiene tres a cinco bandas oscuras, que varían de formato de individuo a individuo. Tiene anillo ocular verde y un penacho de plumas posoculares y una línea en a nuca de color amarillo oro. Posee una gran mancha oscura en el iris amarillo, anterior y posterior la pupila.

## Alimentación
Se alimenta de frutos, principalmente de Cecropia y de palmneras. También consume brotes e insectos.

## Reproducción
Anida en un hueco o cavidad de algún árbol. La hembra pone de dos a cuatro huevos que son incubados durante 16 días conjunta y alternadamente con el macho.